# Уайтхед, Айзея
Айзея Уайтхед (англ. Isaiah Whitehead; род. 8 марта 1995 года Бруклин, Нью-Йорк, США) — американский профессиональный баскетболист, играющий на позиции атакующего защитника. Выбран на драфте НБА 2016 года во 2-м раунде под общим 42-м номером.

## Школа
Айзея Уайтхед учился в средней школе Авраама Линкольна в Бруклине. В выпускном классе школы в 2014 году он получил приглашения на участия в выставочных матчах: McDonald’s All-American и Jordan Brand Classic. В сезоне 2013/2014 годах Айзея в среднем набирал 23,6 очка, отдавал 5,4 передачи и делал 6,8 подборов. Его игру высоко ценили скауты 247Sports.com. Уайтхед был признан Мистер баскетбол штата Нью-Йорка 2014 года.

## Колледж
Айзея Уайтхед выбрал баскетбольную программу университета Сетон-Холл, который расположен в городе Саут-Ориндж в штате Нью-Джерси. Он был признан предсезонным новичком года конференции Big East. Айзея из-за травмы пропустил 9 матчей. Его дважды называли новичком недели Big East 8 и 15 декабря 2014 года. По итогам сезона 2014/2015 его включили в сборную новичков конференции Big East.
«Сетон-Холл», ведомый Айзея Уайтхедом, в сезоне 2015/2016 выиграл чемпионат конференции Big East впервые с 1993 года. Самого игрока признали самым ценным игроком турнира конференции Big East. Уайтхеда единогласно включили первую сборную конференции Big East. 12 апреля 2016 года Нью-Йоркские спортивные журналисты назвали Айзею обладателем Приза имени Фрэнка Хаггерти.
В марте 2016 года Айзея Уайтхед объявил, что будет участвовать в драфте 2016 года.

### Бруклин Нетс
23 июня 2016 года Айзея Уайтхед был выбран на драфте НБА 2016 года под общим 42-м номером командой «Юта Джаз». На следующий день он был обменян в «Бруклин Нетс» на права с драфта на Маркуса Пэйджа и денежное вознаграждение. 8 июля 2016 года Айзея подписал контракт с «Нетс». Он выступал за команду из Бруклина в Летней лиге НБА 2016 года. 6 января 2017 года в матче против «Кливленд Кавальерс» Уайтхед сделал первый в карьере дабл-дабл из 10 очков и 10 подборов. 10 марта 2017 года в матче против «Даллас Маверикс» он впервые в карьере преодолел отметку 24 набранных очка. 8 апреля 2017 года в матче против «Чикаго Буллз» Айзея Уайтхед поставил один блок-шот, который стал для него 38 в сезоне. Тем самым Айзея повторил рекорд «Нетс» по количеству блок-шотов для защитников в одном сезоне, который был установлен в сезоне 1980/1981 Дарвином Куком.
Айзея Уайтхед принял участие в Летней лиге НБА 2017 года. 27 ноября 2017 года в матче против «Хьюстон Рокетс» игрок повторил личный рекорд результативности, который равен 24 очка. В течение сезона 2017/2018 Айзея Уайтхед неоднократно играл за клуб лиги развития НБА «Лонг-Айленд Нетс». 25 февраля 2018 года в поединке против «Гринсборо Сворм» Айзея стал первым игроков в истории «Лонг-Айленд», который набрал 52 очка.
13 июля 2018 Уайтхед был обменян в «Денвер Наггетс» на Кеннета Фарида, Даррелла Артура, драфт-пик первого раунда 2019 года, драфт-пик второго раунда 2020 года, где его позже отчислили.

### Локомотив-Кубань
6 августа 2018 года Айзея Уайтхед заключил соглашение с «Локомотив-Кубань» на один сезон. 7 января 2019 года Айзея и краснодарский клуб расторгли контракт по взаимному соглашению сторон. Игрок защищал цвета «Локомотив-Кубань» в 8 матчах Кубка Европы и в 8 играх Единой лиге ВТБ.

### Детройт Пистонс
15 января 2019 года Айзея подписал двухсторонний контракт с «Детройт Пистонс».

## Статистика

### Статистика в колледже
| Сезон                                                                                   | Команда    | GP | GS | MPG  | FG%  | 3P%  | FT%  | RPG | APG | SPG | BPG | PPG  |  |
| --------------------------------------------------------------------------------------- | ---------- | -- | -- | ---- | ---- | ---- | ---- | --- | --- | --- | --- | ---- |  |
| 2014/15                                                                                 | Сетон-Холл | 22 | 19 | 27.8 | .367 | .346 | .746 | 3.9 | 3.6 | 1.4 | 0.6 | 12.0 |  |
| 2015/16                                                                                 | Сетон-Холл | 34 | 32 | 32.3 | .379 | .365 | .760 | 3.6 | 5.1 | 1.2 | 1.4 | 18.2 |  |
| Наведите курсор мыши на аббревиатуры в заголовке таблицы, чтобы прочесть их расшифровку |            |    |    |      |      |      |      |     |     |     |     |      |  |

### Статистика в НБА
| Сезон                                                                                    | Команда | Регулярный сезон | Регулярный сезон | Регулярный сезон | Регулярный сезон | Регулярный сезон | Регулярный сезон | Регулярный сезон | Регулярный сезон | Регулярный сезон | Регулярный сезон | Регулярный сезон | Серия плей-офф | Серия плей-офф | Серия плей-офф | Серия плей-офф | Серия плей-офф | Серия плей-офф | Серия плей-офф | Серия плей-офф | Серия плей-офф | Серия плей-офф | Серия плей-офф |
| Сезон                                                                                    | Команда | GP               | GS               | MPG              | FG%              | 3P%              | FT%              | RPG              | APG              | SPG              | BPG              | PPG              | GP             | GS             | MPG            | FG%            | 3P%            | FT%            | RPG            | APG            | SPG            | BPG            | PPG            |
| ---------------------------------------------------------------------------------------- | ------- | ---------------- | ---------------- | ---------------- | ---------------- | ---------------- | ---------------- | ---------------- | ---------------- | ---------------- | ---------------- | ---------------- | -------------- | -------------- | -------------- | -------------- | -------------- | -------------- | -------------- | -------------- | -------------- | -------------- | -------------- |
| 2016/17                                                                                  | Бруклин | 73               | 26               | 22,5             | 40,2             | 29,5             | 80,5             | 2,5              | 2,6              | 0,6              | 0,5              | 7,4              | Не участвовал  | Не участвовал  | Не участвовал  | Не участвовал  | Не участвовал  | Не участвовал  | Не участвовал  | Не участвовал  | Не участвовал  | Не участвовал  | Не участвовал  |
| 2017/18                                                                                  | Бруклин | 16               | 0                | 11,3             | 46,5             | 38,9             | 68,4             | 1,6              | 1,3              | 0,5              | 0,1              | 6,3              | Не участвовал  | Не участвовал  | Не участвовал  | Не участвовал  | Не участвовал  | Не участвовал  | Не участвовал  | Не участвовал  | Не участвовал  | Не участвовал  | Не участвовал  |
|                                                                                          | Всего   | 89               | 26               | 20,5             | 41,1             | 30,5             | 78,8             | 2,4              | 2,4              | 0,6              | 0,4              | 7,2              | Не участвовал  | Не участвовал  | Не участвовал  | Не участвовал  | Не участвовал  | Не участвовал  | Не участвовал  | Не участвовал  | Не участвовал  | Не участвовал  | Не участвовал  |
| Наведите курсор мыши на аббревиатуры в заголовке таблицы, чтобы прочесть их расшифровку. |         |                  |                  |                  |                  |                  |                  |                  |                  |                  |                  |                  |                |                |                |                |                |                |                |                |                |                |                |